# Ravna gora (hegység, Horvát Zagorje)
A Ravna gora egy alacsony hegység Horvátországban, a Macelj-hegység része.

## Fekvése
A Ravna gora a Horvát Zagorje északnyugati részén, Lepoglavától északnyugatra fekszik.

## Leírása
A hegység felsőtriászkori mészkőből és dolomitból épül fel, melyet északkeleten miocénkori mészkő borít, de vannak vulkanikus kőzetei is. A Gaveznica-Kameni vrh terület 1997 óta védett geológiai természeti emlék (achát és más féldrágakövek lelőhelye). A hegység alacsonybban fekvő részein mezőgazdasági termelés (szántó, szőlő) folyik, míg a magasabban fekvő helyeken tölgy, bükk és tűlevelű erdők alatt vannak. A hegység lábánál halad át a Lepoglava - Bednja - Trakostyán - Donja Višnjica út.